# Collegio di Slough
Slough è un collegio elettorale inglese situato nel Berkshire rappresentato alla Camera dei comuni del parlamento del Regno Unito. Elegge un membro del parlamento con il sistema maggioritario a turno unico; l'attuale parlamentare è Tanmanjeet Singh Dhesi del Partito Laburista, che rappresenta il collegio dal 2017.

## Estensione
- 1983–1997: il borgo di Slough.

Il collegio di Slough dal 2010 al 2024

- 1997–2010: i ward del borgo di Slough di Baylis, Britwell, Central, Chalvey, Cippenham, Farnham, Haymill, Kederminster, Langley St Mary's, Stoke, Upton e Wexham Lea.
- 2010-2024: i ward del borgo di Slough di Baylis and Stoke, Britwell, Central, Chalvey, Cippenham Green, Cippenham Meadows, Farnham, Foxborough, Haymill, Kedermister, Langley St Mary’s, Upton e Wexham Lea.
- dal 2024: il ward del borgo di Slough di Baylis & Salt Hill, Britwell, Chalvey, Cippenham Green, Cippenham Manor, Cippenham Village, Elliman, Farnham, Haymill, Herschel Park, Langley Marish, Langley Meads, Langley St Mary’s, Manor Park and Stoke, Northborough and Lynch Hill Valley, Slough Central, Upton, Upton Lea e Wexham Court.

Il collegio fu creato nel 1983 e copre il Borough of Slough, un'autorità unitaria del Berkshire, con l'eccezione di uno dei suoi ward.
L'ex collegio di Eton and Slough, che contribuì al 88,2% del collegio di Slough, fu un seggio rappresentato dal Partito Laburista anche se non con maggioranze forti. La parte settentrionale rimanente fu aggiunta dal collegio di Beaconsfield, saldamente conservatore.

## Profilo
I conservatori ottennero il collegio di Slough alle elezioni del 1983 e lo detennero fino alle elezioni del 1997, quando i laburisti conquistarono la vittoria.
I disoccupati nel novembre 2012 ammontavano al 3,9% della popolazione, solo lo 0,1% rispetto alla media nazionale e, anche se inferiore alla percentuale del Kent orientale e dell'isola di Wight, era significativamente più alto della media regionale, del 2,5%. Il borough ha uno dei commerci più vari in Europa, e presenta collegamenti ferroviari veloci con Londra tramite la Great Western Main Line, in via di miglioramento con collegamenti diretti in centro città tramite il Crossrail. L'area fa parte del corridoio della Motorway M4, che si trova vicino alla capitale e all'Aeroporto di Londra-Heathrow. Il collegio comprende una grande popolazione asiatica con comunità indù, musulmane e sikh, con una popolazione sikh tra le più alte tra i collegi al di fuori dell'area di Londra, con il 10% degli abitanti, e con il deputato eletto nel 2017, Tanmanjeet Singh Dhesi, che è divenuto il primo deputato sikh con turbante.

## Membri del Parlamento
| Elezione | Elezione               | Deputato         | Partito      |
| -------- | ---------------------- | ---------------- | ------------ |
|          | 1983                   | John Watts       | Conservatore |
|          | 1997                   | Fiona Mactaggart | Laburista    |
| 2017     | Tanmanjeet Singh Dhesi |                  | Laburista    |

## Elezioni

### Elezioni negli anni 2020
| Partito                    | Partito                                | Candidato                  | Risultati 4 luglio 2024 | Risultati 4 luglio 2024 |
| Partito                    | Partito                                | Candidato                  | Voti                    | %                       |
| -------------------------- | -------------------------------------- | -------------------------- | ----------------------- | ----------------------- |
|                            | Laburista                              | Tan Dhesi                  | 14 666                  | 33,89                   |
|                            | Ind. Network                           | Azhar Chohan               | 11 019                  | 25,46                   |
|                            | Conservatore                           | Moni Nanda                 | 7 457                   | 17,23                   |
|                            | Reform UK                              | Robin Jackson              | 3 352                   | 7,75                    |
|                            | Lib Dem                                | Chelsea Whyte              | 2 060                   | 4,76                    |
|                            | Verdi                                  | Julian Edmonds             | 1 873                   | 4,33                    |
|                            | Workers                                | Adnan Shabbir              | 1 105                   | 2,55                    |
|                            | Indipendente                           | Chandra Muvvala            | 995                     | 2,30                    |
|                            | Indipendente                           | Diana Coad                 | 402                     | 0,93                    |
|                            | Indipendente                           | Jaswinder Singh            | 204                     | 0,47                    |
|                            | Heritage                               | Nick Smith                 | 145                     | 0,34                    |
|                            |                                        |                            |                         |                         |
| Iscritti                   | Iscritti                               | Iscritti                   | 81 512                  | 100,00                  |
| ↳ Votanti (% su iscritti)  | ↳ Votanti (% su iscritti)              | ↳ Votanti (% su iscritti)  | 43 278                  | 53,09                   |
| ↳ Astenuti (% su iscritti) | ↳ Astenuti (% su iscritti)             | ↳ Astenuti (% su iscritti) | 38 234                  | 46,91                   |
|                            |                                        |                            |                         |                         |
|                            | Esito: collegio confermato a Laburista |                            |                         |                         |

### Elezioni negli anni 2010
| Partito                    | Partito                                | Candidato                  | Risultati 12 dicembre 2019 | Risultati 12 dicembre 2019 |
| Partito                    | Partito                                | Candidato                  | Voti                       | %                          |
| -------------------------- | -------------------------------------- | -------------------------- | -------------------------- | -------------------------- |
|                            | Laburista                              | Tanmanjeet Singh Dhesi     | 29 421                     | 57,65                      |
|                            | Conservatore                           | Kanwal Toor Gill           | 15 781                     | 30,92                      |
|                            | Lib Dem                                | Aaron Chahal               | 3 357                      | 6,58                       |
|                            | Brexit                                 | Delphine Grey-Fisk         | 1 432                      | 2,81                       |
|                            | Verdi                                  | Julian Edmonds             | 1 047                      | 2,05                       |
|                            |                                        |                            |                            |                            |
| Iscritti                   | Iscritti                               | Iscritti                   | 86 818                     | 100,00                     |
| ↳ Votanti (% su iscritti)  | ↳ Votanti (% su iscritti)              | ↳ Votanti (% su iscritti)  | 51 038                     | 58,79                      |
| ↳ Astenuti (% su iscritti) | ↳ Astenuti (% su iscritti)             | ↳ Astenuti (% su iscritti) | 35 780                     | 41,21                      |
|                            |                                        |                            |                            |                            |
|                            | Esito: collegio confermato a Laburista |                            |                            |                            |

| Partito                    | Partito                                | Candidato                  | Risultati 8 giugno 2017 | Risultati 8 giugno 2017 |
| Partito                    | Partito                                | Candidato                  | Voti                    | %                       |
| -------------------------- | -------------------------------------- | -------------------------- | ----------------------- | ----------------------- |
|                            | Laburista                              | Tanmanjeet Singh Dhesi     | 34 170                  | 62,93                   |
|                            | Conservatore                           | Mark Vivis                 | 17 172                  | 31,63                   |
|                            | Lib Dem                                | Tom McCann                 | 1 308                   | 2,41                    |
|                            | UKIP                                   | Karen Perez                | 1 228                   | 2,26                    |
|                            | Indipendente                           | Paul Janik                 | 417                     | 0,77                    |
|                            |                                        |                            |                         |                         |
| Iscritti                   | Iscritti                               | Iscritti                   | 83 019                  | 100,00                  |
| ↳ Votanti (% su iscritti)  | ↳ Votanti (% su iscritti)              | ↳ Votanti (% su iscritti)  | 54 295                  | 65,40                   |
| ↳ Astenuti (% su iscritti) | ↳ Astenuti (% su iscritti)             | ↳ Astenuti (% su iscritti) | 28 724                  | 34,60                   |
|                            |                                        |                            |                         |                         |
|                            | Esito: collegio confermato a Laburista |                            |                         |                         |

| Partito                    | Partito                                | Candidato                  | Risultati 7 maggio 2015 | Risultati 7 maggio 2015 |
| Partito                    | Partito                                | Candidato                  | Voti                    | %                       |
| -------------------------- | -------------------------------------- | -------------------------- | ----------------------- | ----------------------- |
|                            | Laburista                              | Fiona Mactaggart           | 23 421                  | 48,52                   |
|                            | Conservatore                           | Gurcharan Singh            | 16 085                  | 33,32                   |
|                            | UKIP                                   | Diana Coad                 | 6 274                   | 13,00                   |
|                            | Lib Dem                                | Tom McCann                 | 1 275                   | 2,64                    |
|                            | Verdi                                  | Julian Edmonds             | 1 220                   | 2,53                    |
|                            |                                        |                            |                         |                         |
| Iscritti                   | Iscritti                               | Iscritti                   | 86 359                  | 100,00                  |
| ↳ Votanti (% su iscritti)  | ↳ Votanti (% su iscritti)              | ↳ Votanti (% su iscritti)  | 48 275                  | 55,90                   |
| ↳ Astenuti (% su iscritti) | ↳ Astenuti (% su iscritti)             | ↳ Astenuti (% su iscritti) | 38 084                  | 44,10                   |
|                            |                                        |                            |                         |                         |
|                            | Esito: collegio confermato a Laburista |                            |                         |                         |

| Partito                    | Partito                                | Candidato                  | Risultati 6 maggio 2010 | Risultati 6 maggio 2010 |
| Partito                    | Partito                                | Candidato                  | Voti                    | %                       |
| -------------------------- | -------------------------------------- | -------------------------- | ----------------------- | ----------------------- |
|                            | Laburista                              | Fiona Mactaggart           | 21 884                  | 45,84                   |
|                            | Conservatore                           | Diana Coad                 | 16 361                  | 34,27                   |
|                            | Lib Dem                                | Chris Tucker               | 6 943                   | 14,54                   |
|                            | UKIP                                   | Peter Mason-Apps           | 1 517                   | 3,18                    |
|                            | Verdi                                  | Miriam Kennet              | 542                     | 1,14                    |
|                            | Cristiano                              | Sunil Chaudhary            | 495                     | 1,04                    |
|                            |                                        |                            |                         |                         |
| Iscritti                   | Iscritti                               | Iscritti                   | 77 127                  | 100,00                  |
| ↳ Votanti (% su iscritti)  | ↳ Votanti (% su iscritti)              | ↳ Votanti (% su iscritti)  | 47 742                  | 61,90                   |
| ↳ Astenuti (% su iscritti) | ↳ Astenuti (% su iscritti)             | ↳ Astenuti (% su iscritti) | 29 385                  | 38,10                   |
|                            |                                        |                            |                         |                         |
|                            | Esito: collegio confermato a Laburista |                            |                         |                         |

### Elezioni negli anni 2000
| Partito                    | Partito                                | Candidato                  | Risultati 5 maggio 2005 | Risultati 5 maggio 2005 |
| Partito                    | Partito                                | Candidato                  | Voti                    | %                       |
| -------------------------- | -------------------------------------- | -------------------------- | ----------------------- | ----------------------- |
|                            | Laburista                              | Fiona Mactaggart           | 17 517                  | 47,22                   |
|                            | Conservatore                           | Sheila Gunn                | 9 666                   | 26,06                   |
|                            | Lib Dem                                | Thomas McCann              | 5 739                   | 15,47                   |
|                            | Respect                                | Ajaz Khan                  | 1 632                   | 4,40                    |
|                            | UKIP                                   | Geoff Howard               | 1 415                   | 3,81                    |
|                            | Verdi                                  | David Wood                 | 759                     | 2,05                    |
|                            | Indipendente                           | Paul Janik                 | 367                     | 0,99                    |
|                            |                                        |                            |                         |                         |
| Iscritti                   | Iscritti                               | Iscritti                   | 73 455                  | 100,00                  |
| ↳ Votanti (% su iscritti)  | ↳ Votanti (% su iscritti)              | ↳ Votanti (% su iscritti)  | 37 095                  | 50,50                   |
| ↳ Astenuti (% su iscritti) | ↳ Astenuti (% su iscritti)             | ↳ Astenuti (% su iscritti) | 36 360                  | 49,50                   |
|                            |                                        |                            |                         |                         |
|                            | Esito: collegio confermato a Laburista |                            |                         |                         |

| Partito                    | Partito                                | Candidato                  | Risultati 7 giugno 2001 | Risultati 7 giugno 2001 |
| Partito                    | Partito                                | Candidato                  | Voti                    | %                       |
| -------------------------- | -------------------------------------- | -------------------------- | ----------------------- | ----------------------- |
|                            | Laburista                              | Fiona Mactaggart           | 22 718                  | 58,25                   |
|                            | Conservatore                           | Diana Coad                 | 10 210                  | 26,18                   |
|                            | Lib Dem                                | Keith Kerr                 | 4 109                   | 10,54                   |
|                            | Indipendente                           | Tony Haines                | 859                     | 2,20                    |
|                            | UKIP                                   | John Lane                  | 738                     | 1,89                    |
|                            | Indipendente                           | Choudry Nazir              | 364                     | 0,93                    |
|                            |                                        |                            |                         |                         |
| Iscritti                   | Iscritti                               | Iscritti                   | 73 029                  | 100,00                  |
| ↳ Votanti (% su iscritti)  | ↳ Votanti (% su iscritti)              | ↳ Votanti (% su iscritti)  | 38 998                  | 53,40                   |
| ↳ Astenuti (% su iscritti) | ↳ Astenuti (% su iscritti)             | ↳ Astenuti (% su iscritti) | 34 031                  | 46,60                   |
|                            |                                        |                            |                         |                         |
|                            | Esito: collegio confermato a Laburista |                            |                         |                         |

## Risultati dei referendum

### Referendum sulla permanenza del Regno Unito nell'Unione europea del 2016
|             | Collegio | Lasciare UE % | Rimanere in UE % |
| ----------- | -------- | ------------- | ---------------- |
|             | Slough   | 53,9%         | 46,1%            |
| Inghilterra | 53,3%    | 46,7%         |                  |
| Regno Unito | 51,9%    | 48,1%         |                  |